# Daniel De Leon
Daniel De Leon (14 de desembre de 1852-11 de maig de 1914) fou un editor de periòdics socialistes nord-americans, polític, teòric marxista i organitzador sindical. És considerat l'avantpassat de la idea d'un sindicalisme industrial revolucionari i va ser la figura líder del Partit Socialista Laborista d'Amèrica (Socialist Labor Party of America) des de 1890 fins al moment de la seva mort.

## Biografia
Daniel De Leon va néixer el 14 de desembre de 1852 a Curaçao, fill de Salomon de Leon i Sarah Jesurun De Leon. El seu pare era cirurgià a l'exèrcit reial holandès i funcionari colonial. Es creu que la seva ascendència familiar era jueva holandesa de la comunitat espanyola i portuguesa: "De León" és un cognom espanyol, sovint toponímic, en aquest cas possiblement pot indicar l'origen geogràfic d'una família del Regne Medieval de Lleó.
El seu pare vivia als Països Baixos abans de venir a Curaçao en rebre la seva comissió a l'exèrcit. Salomon De Leon va morir el 18 de gener de 1865, quan Daniel tenia dotze anys i va ser el primer a ser enterrat al nou cementiri jueu.
De Leon va sortir de Curaçao el 15 d'abril de 1866 i va arribar a Hamburg el 22 de maig. A Alemanya va estudiar al gimnàs de Hildesheim i el 1870 va començar a assistir a la Universitat de Leiden als Països Baixos. Va estudiar medicina a Leiden i va ser membre del cos d'estudiants d'Amsterdam, però no es va graduar. Mentre que a Europa havia parlat molt en alemany, holandès, francès, anglès, grec antic i llatí, a més del seu primer idioma espanyol. En algun moment entre 1872 i 1874 va emigrar a Nova York, amb la seva dona i la seva mare. Allà va trobar feina com a instructor de llatí, grec i matemàtiques a la Thomas B. Harrington's School a Westchester, Nova York. El 1876 va ingressar a Columbia College, ara Columbia University.
Des de 1878 fins a 1882, va viure a Brownsville, Texas, com a advocat, i després va tornar a Nova York. Mentre va mantenir el despatx d'advocats fins al 1884, estava més interessat a cursar una carrera acadèmica a Columbia. De Leon no va publicar articles sobre Amèrica Llatina durant aquest període, però va contribuir amb un article al primer número del trimestral de ciències polítiques de l'Acadèmia a la Conferència de l'Àfrica Occidental de Berlín. També va escriure ressenyes sobre Handbuch des Völkerrechts de Franz von Holtzendorff el juny de 1888 i la seva traducció al francès el març de 1889 per a la mateixa publicació.
De Leon va viatjar a Curaçao per casar-se amb Sarah Lobo, de 16 anys, de Caracas, Veneçuela. Els Lobo eren una important família jueva de la zona que vivia tant a les Antilles holandeses com a Veneçuela. Després d'un tradicional casament jueu a Caracas, la família es va traslladar a una zona de parla espanyola de Manhattan, on el seu primer fill, Solon De Leon, naixeria el 2 de setembre de 1883. A mitjans i finals 1880 la família vivia al Lower East Side. El 1885 o el 1886 va néixer un altre fill, Grover Cleveland De Leon, però només va viure un any i mig. El 29 d'abril de 1887 Sarah Lobo De Leon va morir en el part, mentre infantava bessons. Va ser el mateix any que Grover havia mort.
El 1891, mentre estava de gira pel SLP, De Leon a Independence, Kansas, va conèixer una professora de 26 anys, Bertha Canary, que era la cap d'un grup local. Canary estava familiaritzada amb De Leon, després d'haver llegit alguns dels seus articles a la premsa. El 1892 es van casar a South Norwalk, Connecticut. Van tenir cinc fills: Florència, Gertrude, Paul, Donald i Genseric.

## Activitat política
Daniel De Leon va entrar públicament en política el 1886, donant suport a Henry George durant la seva primera candidatura com a alcalde de Nova York. El 1890 es va incorporar al Partit dels Treballadors Socialistes d'Amèrica (Partit Socialista del Treball, SLP) del qual va esdevenir una figura eminent. Tal com va assenyalar l'historiador Bernard Johnpoll, l'SLP en el qual Daniel De Leon es va incorporar el 1890 es diferenciava poc de l'organització fundada a finals dels anys 1870, seguia sent un partit majoritàriament de parla alemanya en un país de parla anglesa. Només 17 de les 77 seccions del partit utilitzaven l'anglès com a llengua de comunicació i només dos dels membres del Comitè Executiu Nacional parlaven anglès amb fluïdesa. L'arribada d'un erudit multilingüe, com De Leon, bon parlant en anglès, va ser un gran èxit per a l'SLP.
La primavera següent, va ser elegit organitzador nacional del partit i va començar a recórrer tot el país per parlar en nom del SLP. A la tardor de 1891, va ser candidat a l'SLP per al càrrec de governador de l'estat de Nova York, obtenint una puntuació respectable de 14.651 vots.
El 1892 De Leon va ser elegit redactor de Weekly People, l'òrgan oficial de parla anglesa de SLP. Va mantenir aquest lloc fins a la seva mort. Tot i que no era el líder oficial del partit, Daniel De Leon es va convertir en la seva figura més influent i coneguda fora de l'organització.
Des de la seva creació el 1886, De Leon va criticar la Federació Americana del Treball per desenvolupar una orientació corporativista i així dividir la classe treballadora. Primer a prop dels cavallers del treball, després va voler crear una nova organització, la Socialist Trade and Labor Alliance, el 1895. El 1905, va donar suport a la creació dels Industrial Workers of the World, un sindicat proper a concepcions sindicalistes revolucionàries. La col·laboració era tanmateix difícil, perquè De Leon defensa el paper dels partits polítics davant l'acció directa que defensaven els wobbies. La polèmica es va fer tan intensa que els membres wobbies del SLP van fundar una organització competidora el 1908, la Workers' International Industrial Union, que va sobreviure una dècada, sense suplantar la IWW, ni tampoc l'AFL.
Daniel De Leon va morir a Nova York l'11 de maig de 1914. Fins avui, continua sent la figura més eminent del socialisme americà.